# Silesia Rebels
Die Silesia Rebels sind ein polnisches American-Football-Team aus Kattowitz. Gegründet wurde das Team 2006 unter dem Namen Silesia Miners.

## Geschichte
Bereits ein Jahr nach der Gründung wurde das Team hinter The Crew Wrocław polnischer Vizemeister. In der Saison 2008 belegte man nur den 6. Platz in der Liga. In der Saison 2009 gewann die Mannschaft gegen The Crew Wrocław das Finale um die polnische Meisterschaft (Polish Bowl). Im Januar 2012 fusionierte die Mannschaft mit Warriors Ruda Śląska. In der Saison 2012 spielt sie unter dem Namen Silesia Rebels in der neugegründeten Topliga.